# Martha Gellhorn
Martha Gellhorn (født 8. november 1908, død 15. februar 1998) var en amerikansk forfatter, rejseskribent og journalist.
Martha Gellhorn anses som en af de største krigskorrespondenter i det 20. århundrede. Hun skrev om stort set alle store verdenskonflikter i sin tresårige karriere. Gift to gange, første gang med forfatteren Ernest Hemingway. 
I en alder af 89, syg og næsten blind, begik hun selvmord ved indtagelse af en giftpille.